# ドロンニング・モード・ランド

ドロンニング・モード・ランド（ノルウェーが領有を主張する範囲）

ドロンニング・モード・ランド (ノルウェー語: Dronning Maud Land）は、南極にある地域の名称。英語名でクイーン・モード・ランド（Queen Maud Land）とも記される。南極点を南限とする、東経44度38分から西経20度にかけての扇形の範囲で、ノルウェーによって領有が主張されている。
この地名は、ノルウェー王ホーコン7世の王妃モードを記念して名付けられたものである。各国の南極観測基地が置かれており、昭和基地やみずほ基地など日本の基地もこの領域にある。
なお、日本の国立極地研究所南極地名委員会では、「ドロンイングモードランド」を標準カナ文字表記として採用している（1977年に「クィーンモードランド」と決定。1985年改称）。
本項ではノルウェーの南極探検年表を付す。

## 地理
面積はおよそ250万平方kmにおよぶ広大な南極氷床である。東経44度38分にある新南氷河末端と、西経20度にあるスタンコーム＝ウィルス氷河末端をその境界とする。
当初、ロアール・アムンセンによって「ドロンニング・モード・ランド」と名付けられた地域は東経37度から東経50度の範囲であったが、1939年にノルウェーが「ドロンニング・モード・ランド」の名のもとに領有を主張した地域は西経20度から東経44度38分にかけての範囲となっており、範囲が大きく広がるとともに東端が西へ移動している。
西経20度より西はコーツランド（イギリスが主張するイギリス領南極地域の一部）、東経44度38分より東はエンダービーランド（オーストラリアが主張するオーストラリア南極領土の一部）と呼ばれる。

### 地域区分
ドロンニング・モード・ランドの海岸地帯は5つの地域に分けられている。それぞれの地域は南極点までの扇形の範囲にまで広がっている。西から順に次のようになる。
| 1 | プリンセス・マーサ・コースト Princess Martha Coast Kronprinsesse Märtha Kyst       | 970,000                                                                                       | 020°00' W                                                                                     | 005°00' E                                                                                     |                                                                                               |                                                                                               |
| 2 | プリンセス・アストリッド・コースト Princess Astrid Coast Prinsesse Astrid Kyst     | 580,000                                                                                       | 005°00' E                                                                                     | 020°00' E                                                                                     |                                                                                               |                                                                                               |
| 3 | プリンセス・ラグンヒルド・コースト Princess Ragnhild Coast Prinsesse Ragnhild Kyst | 540,000                                                                                       | 020°00' E                                                                                     | 034°00' E                                                                                     |                                                                                               |                                                                                               |
| 4 | プリンス・ハラルド・コースト Prince Harald Coast Prins Harald Kyst                 | 230,000                                                                                       | 034°00' E                                                                                     | 040°00' E                                                                                     |                                                                                               |                                                                                               |
| 5 | プリンス・オラフ・コースト Prince Olav Coast Kronprins Olav Kyst                   | 180,000                                                                                       | 040°00' E                                                                                     | 044°38' E                                                                                     |                                                                                               |                                                                                               |
| 6 | 南極高原 ホーコン7世高原 Kong Haakon VII Vidde                                     | 南極高原は6番目の地域とされる。 北の境界は定まっておらず、 その面積は第1地域から第5地域に含む | 南極高原は6番目の地域とされる。 北の境界は定まっておらず、 その面積は第1地域から第5地域に含む | 南極高原は6番目の地域とされる。 北の境界は定まっておらず、 その面積は第1地域から第5地域に含む | 南極高原は6番目の地域とされる。 北の境界は定まっておらず、 その面積は第1地域から第5地域に含む | 南極高原は6番目の地域とされる。 北の境界は定まっておらず、 その面積は第1地域から第5地域に含む |
|   | ドロンニング・モード・ランド Dronning Maud Land                                    | 2,500,000                                                                                     | 020°00' W                                                                                     | 044°38' E                                                                                     |                                                                                               |                                                                                               |

地名はいずれもノルウェー王室の人物からとられている。ホーコン7世はモードの夫。ホーコン7世とモード王妃の一人息子がのちのオーラヴ5世であるが、その妃がマッタ（マーサ）である。王太子夫妻（当時）の結婚を祝し、結婚の翌年1930年に「プリンス・オラフ・コースト」「プリンセス・マーサ・コースト」の命名が行われた。ラグンヒル（ラグンヒルド）、アストリッド、ハーラル（ハラルド。のち国王ハーラル5世）は、オーラヴ5世とマッタ妃の子で、南極の地名はそれぞれの誕生を祝して命名された。

### 領有権主張

ドロンニング・モード・ランド（2015年に南極点まで拡張される以前の範囲）

この領域は1939年1月14日にノルウェーによって領有が主張されており、同国はここを自国の「属領」とみなしている。ノルウェーは南極地域ではこの他に、南極半島近傍のピョートル1世島についても領有権を主張している。ノルウェーは、イギリス、オーストラリア、ニュージーランド、フランスと、それぞれの主張する地域を重ならないように調整したうえで相互に領有権を承認しているものの、その他の国々には同国の主張は認められていない。また、ノルウェーも締約している南極条約によって、南極地域における領土主権、請求権は凍結されている。
他国の南極領土が南極点を頂点とし、南緯60度線などを外周とする扇型であるのに対し、ノルウェーは公式には南限と北限を定めていなかった。これが、南極に対する領土権主張を図にしたときに、ノルウェー領部分だけ南極点の周りが波型になっていたり色が薄れていたりする理由であった。2015年6月12日、ノルウェー外務省が立法府に対して提出した南極に対する利害と政策に関する報告書の中で、ドロンニング・モード・ランド南方一帯は無主地となっているにもかかわらず、ノルウェー以外のどの国も調査を行ってこなかったことから、南極点までの範囲を正式にノルウェー領に併合すると発表した。

## 歴史
この地域を最初に訪れたのは、1930年に南極の地図作成のために一帯を探検した飛行家・極地探検家のヒャルマー・リーセル＝ラルセン（Hjalmar Riiser-Larsen）であった。ロアール・アムンセンはこれ以前にノルウェーのモード王妃を記念して、東経37度から東経50度までの範囲にドロンニング・モード・ランドと名付けており、さらに南極点を取り巻く高原地帯に、ノルウェー王ホーコン7世を記念してホーコン7世高原と名付けていた。リーセル＝ラルセンの飛行と探検により判明した海岸線はドロンニング・モード・ランドに組み込まれ、後にノルウェーが領有を宣言することになった。
ノルウェーのドロンニング・モード・ランドに対する主張は、オーストラリア、フランス、ニュージーランド、イギリスが承認した時期がある 。ノルウェーの領有宣言のきっかけになったのは、1939年初頭、ドロンニング・モード・ランドの沖合にナチス・ドイツの南極探検隊の船（シュヴァーベンラント号）が現れたことであった。ノルウェーはドイツに対し、先手を打つために領有権を主張したが、ドイツの探検隊は構わずドロンニング・モード・ランドに上陸し、一帯をノイシュヴァーベンラント（ニュー・スウェイビア）と名付けた。しかし、この探検はドイツ国民に対しても極秘であり、ノルウェーに対抗した公式な領有宣言がなされることはなかった。第二次世界大戦中はドイツ軍の船がこの海域に出没し、ノルウェーの捕鯨船を拿捕するなどしている。

## 基地
ノルウェーは恒久基地であるトロール基地（Troll research station、72°00′43.5″S 2°31′56″E）、および夏季のみの基地であるトール基地（Tor research station、71°53′20″S 05°09′30″E）の2つの南極観測基地を所有しており、いずれもドロンニング・モード・ランドにある。
ドロンニング・モード・ランドにはノルウェー以外にも、南アフリカ、ロシア、日本（昭和基地、みずほ基地、ドームふじ基地、あすか基地）、ドイツ、ベルギー、スウェーデン、フィンランド、インドの基地がある。
- Nordenskiöld Base　　73°03′S 13°25′W　　プリンセス・アストリッド・コースト
  - Wasa Station （スウェーデン）　
  - Aboa Station （フィンランド）
- Neumayer Station （ドイツ）　70°39′S 08°15′W　　プリンセス・マーサ・コースト
- SANAE IV "Vesles" （南アフリカ）　71°24′S 02°31′W　　プリンセス・マーサ・コースト
- Sarie Marais （南アフリカ）　72°01′S 02°29′W　　プリンセス・マーサ・コースト
- SANAE E （南アフリカ）　71°11′S 02°14′W　　プリンセス・マーサ・コースト
- Kohnen （ドイツ）　75°00′S 00°02′W　　プリンセス・マーサ・コースト（内陸）
- Novolazarevskaya Station （ロシア）　70°28′S 11°30′E　　プリンセス・アストリッド・コースト、シルマッヒャー・オアシス（Schirmacher Oasis、雪のない露岩地区）
- Maitri　（インド）　　70°45′57″S 11°44′09″E　　プリンセス・アストリッド・コースト、シルマッヒャー・オアシス
- Princess Elisabeth Base （ベルギー）　71°57′S 23°20′E　　プリンセス・ラグンヒルド・コースト（内陸）
- あすか基地　（日本）　　71°19′S 24°05′E　　プリンセス・ラグンヒルド・コースト
- ドームふじ基地　（日本）　　71°24′S 39°25′E　　プリンス・ハラルド・コースト
- 昭和基地 （日本）　 69°00′25″S 39°35′01″E　　プリンス・ハラルド・コースト
- みずほ基地　（日本）　　70°15′S 44°07′E　　プリンス・オラフ・コースト

## ノルウェーの南極探検年表
| 1832年                | イギリスの探検家ジョン・ビスコー（John Biscoe）、南極半島の突端部グレアムランドを望見したと主張。 |
| 1893年                | ノルウェーの捕鯨船船長・探検家のカール・アントン・ラーセン（Carl Anton Larsen）、グレアムランドのいくつかの地形を発見し、フォイン・コースト（Foyn Coast）、キング・オスカー・ランド（King Oscar Land）、ヤーソン山（Mount Jason）、ロバートソン島（Robertson Island）と命名。 |
| 1895年1月24日         | ノルウェーの南極探検家カールステン・ボルヒグレヴィンク（Carsten Borchgrevink、南極大陸のヴィクトリアランド北東端のアデア岬（Cape Adare）に上陸。彼はこれを人類初の南極大陸上陸としている。3年後の1898年、彼はイギリス隊を率い、初の南極大陸冬季探検（サザンクロス探検）を行った。 |
| 1911年12月14日        | ロアール・アムンセン率いるノルウェー南極点探検隊の5名、人類初となる南極点到達。 |
| 1930年                | ヒャルマー・リーセル＝ラルセン（Hjalmar Riiser-Larsen）、ロアール・アムンセンがドロンニング・モード・ランドと名付けた南極大陸の地域を飛行機で探査する。 |
| 1927年-1937年         | ラース・クリステンセン（Lars Christensen）、1927年に南極海のブーベ島に上陸しノルウェー領としたほか、1937年までの間、探検隊を組織してドロンニング・モード・ランドを探査する。 |
| 1939年1月14日         | ノルウェー政府、ドロンニング・モード・ランドを東経45度から20度の範囲と定義したうえで、その領有権を主張。 |
| 1939年 –1945年5月23日 | ナチス・ドイツの南極探検家、アルフレート・リッチャー（Alfred Ritscher）、ドイツ第3次南極探検隊を率いてドロンニング・モード・ランドに上陸、東経20度から西経10度までの範囲をノイシュヴァーベンラントと名付ける。この探検は捕鯨基地や海軍基地を将来南極に設置することを念頭に置いたものであったため極秘であり、公式な領有権主張は行われず、ドイツ国民は戦後までこのことを知らされなかった。 |
| 1941年1月13日         | ドイツ軍、ドロンニング・モード・ランド北方沿岸で操業中のノルウェーの捕鯨母船を拿捕。翌日には捕鯨船11隻と母船3隻を拿捕。ドイツ海軍はケルゲレン島の港を連合国軍の船舶攻撃のために使用する。 |
| 1948年                | ノルウェー極地研究所（Norwegian Polar Institute）、ドロンニング・モード・ランドの行政を任される。 |
| 1957年                | ノルウェー政府、ドロンニング・モード・ランドを属領とし、ノルウェーの主権の及ぶ範囲とする。 |
| 1961年6月23日         | 南極条約、発効。各国の領有権主張は凍結。 |
| 2005年                | ソニア王妃、ドロンニング・モード・ランドを公式訪問し、通年基地であるトロール基地の開所を宣言。 |
| 2008年                | ノルウェー首相イェンス・ストルテンベルク、ドロンニング・モード・ランドを公式訪問し、3つの山に対して命名する。 |